# Георгій Господинов
Георгій Господинов Георгієв (болг. Георги Господинов Георгиев), відомий як Георгій Господинов — сучасний болгарський письменник-постмодерніст. Почесний громадянин Софії.

## Біографія
Георгій Господинов народився 7 січня 1968 року в Ямболі. Закінчив факультет болгарської філології Софійського університету, потім став доктором наук з нової болгарської літератури в Інституті літератури Болгарської Академії Наук, захистивши дисертацію на тему «Поезія і медіа: кіно, радіо і реклама у Вапцарова та поетів 40-з років ХХ століття» (видана в «Просвіті», 2005) та працював літературознавцем в Інституті літератури БАН з 1995 року. З 1998 до 2000 року запрошений професор в НБУ з предмету написання есе (1998), а згодом і сучасної болгарської літератури (1999—2000).
Редактор «Літературного вісника», щотижневий оглядач «Щоденника» та редактор болгарського випуску Оксфордського літературного видання «Orient Express».
Має одну доньку від літературознавиці Біляни Курташевої, Раю Господинову, яка народилася 13 січня 2007 року.

## Творчість

### Поезія
За свою першу збірку віршів «Лапідаріум» (1992) Георгій Господинов нагороджений Національною нагородою за дебют «Південна весна». У 2009 році збірку перекладено чеською мовою.
Наступна збірка «Вишня для народу» (нагорода «Книга року» Спілки письменників Болгарії, 1996) тричі перевидавалася у 1996, 1998 та 2003 роках, а в 2003 році вийшла збірка «Листи до Гаустіна».
В «Балади і розпади» (2007) було включено три попередні збірки віршів а також нові вірші з циклу «Тиждень світла».
Книжку з вибраними віршами Георгія Господинова видано німецькою мовою під назвою «Kleines morgendliches Verbrechen» (Droschl, 2010) у перекладі Александра Зіцмана, Валерія Єгера та Уве Кольбе. Книга отримала схвальні рецензії від найбільших німецьких газет NZZ, FAZ, Die Welt, SZ та інших.
Деякі з його віршів включено до видань міжнародних антологій, в тому числі «New European Poets» (Graywolf Press, США, 2008). Переклади його поезії на інші мови, в тому числі і арабську, можна почитати на німецькому сайті поезії lyrikline.org.

### Проза

#### Природний роман
«Природний роман» — перший роман Георгія Господинова, отримав Спеціальну нагороду на конкурсі «Розвиток» (за рукопис роману), та був виданий сім разів болгарською мовою — в 1999, 2000, 2002, 2004, 2006, 2007, 2009. Критика відзначила його як «перший за народженням і за славою роман покоління 90-х» («Егоїст»).
«Природний роман» — найпопулярніша болгарська книга від 1989 року. Вона опублікована двадцять одною мовою, в тому числі англійською, німецькою, іспанською, італійською, українською та іншими. Книга була видана у Сербії («Геопоетика», 2001), Франції («Фебюс», 2002), Републіці Македонія («Темплум», 2003), США («Dalkey Archive Press», 2005), Чехії («Lidove Noviny», 2005), Хорватії («Profil», 2005), Словенії («Beletrina», 2005), Данії («Husets Forlag», 2006), Італії («Voland», 2007), Німеччині («Droschl», 2007), Латвії (Jāņa Rozes apgāds, 2008), Польщі (Fundacja Pogranicze, 2009), Іспанії («Saymon», 2009), Литві (Baltos lankos, 2010), Туреччині (Apollon, 2010), Норвегії (Bokvennen Forlag AS 2011), Росії (Иностранная литература, 2011), Албанії, Румунії, Україні, Ісландії.
Le Nouvel Observateur визначили роман як «оригінальний та дотепний». Le Courrier (Женева) нарік його «машиною історій», а Livres Hebdo назвав книгу «одночасно смішною та ерудованою, ницою та витонченою, але блискучою у будь-якому відношенні та новаторською за формою».
«Нью-Йоркер» (у короткій рецензії) пише про роман що це «анархічний, експериментальний дебют», додаючи, що романи настільки ризиковано новаторські як «Природний роман» часто «падають обличчям в бруд», але тут «Нью-Йоркер» додає, що кількість вдалих місць у книзі більша ніж кількість огріхів, і в підсумку роман вийшов чарівним. Газета «Таймс» визначила роман як «роздуми про куріння, дефекації та ботаніку», додаючи, що це «гумористична, меланхолійна та винятково особиста праця». Газета «Guardian» дає таке оцінку: «одночасно приземлений та інтелектуальний». У великому огляді роману німецького видання «Neue Zurcher Zeitung» (NZZ) Георгія Господинова названо «гумористом відчаю», а «Frankfurter Algemeine Zeitung» (FAZ) визначила роман як «малий вишуканий шедевр». Більшість німецьких відгуків було зроблено на інтернет-порталі видавництва «Droschl», дуже рідко роман рецензували у великих світових медіа. Частина зарубіжних відгуків можна знайти на сайті американського онлайн видання «Complete Review».

#### Інші оповідання
Збірка розповідей «І інші історії» Господинова була видана в 2000 році. Книга була опублікована англійською, французькою, італійською, чеською, польською, македонською мовами. Англомовне видання «And Other Stories» номіновано на довгий список однієї з найпрестижніших міжнародних нагород у романному жанрі — «Френк О'Коннор».
У 2003 році «І інші історії» було видана французькою мовою у видавництві «Arlea» під назвою «L'Alphabet des Femmes». У 2004 році книга з'явилася у Чехії («Gaustin neboli Člověk s mnoha jmény», «Lidove Noviny») і Австрії («Gaustín oder Der Mensch mit den vielen Namen», «Wieser Verlag»). В 2007 році книга була видана англійською мовою в США видавництвом «Northwestern University Press»
З нагоди виходу книги французькою «Le Nouvel Observateur» пише про Господинова: «Гостре перо та делікатна розповідь, це тріумф 35-річного болгарського автора».
Розповіді і книжки Георгія Господинова увійшли до американської антології «Best European Fiction 2010», (Dalkey Archive Press, ed. Alexander Hemon).

## Георгій Господинов. «Природний роман та інші історії».— К.Темпора, 2012. ПереклавОстап Сливинський[8]
Ґеоргі Ґосподінов, Часосховище (Рік видання: 2024, К-ть стор.: 360, Видавництво: Чорні вівці adult, переклад: Остап Сливинський, художнє оформлення: Анна Стьопіна, ISBN 978-617-614-666-7, посилання: https://books-xxi.com.ua/products/chasoshovische